# Cubocephalus alacris
Cubocephalus alacris là một loài tò vò trong họ Ichneumonidae.